# Салтанаково
Салтана́ково — обезлюдевшее село в Томском районе Томской области России. Входит в состав Моряковского сельского поселения. Население — 0 чел. (2021) .

## География
Находится на левом берегу реки Обь, 1000-й км по фарватеру.

### Географическое положение
Расстояние до:
- областного и районного центра г. Томск — 154 км;
- центра поселения с. Моряковский Затон — 60 км (по воде).

## История
Исторический населённый пункт южных селькупов (предположительно, группа пайкум) — юрты Салтанак. Население в 1897 г.: 18 хозяйств — 3 селькупа, 29 русских, 85 тюрков. По данным С. К. Патканова, самые южные юрты на Оби, где проживали южные селькупы, были юрты Салтанаковы Соргулинской инородческой волости (1000-й км по фарватеру Оби). Коренная селькупская фамилия местных жителей — Салтанаковы.
В соответствии с Законом Томской области от 12 ноября 2004 года № 241-ОЗ, село вошло в муниципальное образование Моряковское сельское поселение.

## Население
| 1920 | 2002 | 2008 | 2009 | 2010 | 2011 | 2012 | 2013 | 2014 |
| ---- | ---- | ---- | ---- | ---- | ---- | ---- | ---- | ---- |
| 120  | ↘7   | ↘6   | ↗7   | ↘1   | →1   | →1   | →1   | →1   |
| 2015 | 2021 |      |      |      |      |      |      |      |
| ↘0   | →0   |      |      |      |      |      |      |      |

## Известные жители
Руководитель Сибирского химкомбината с 2012 года Анатолий Козырев родился в 1948 году деревне Салтанаково.

## Инфраструктура
Рыбное хозяйство.